# فرهنگ کره‌ای
فرهنگ کره میراث مشترک فرهنگی و تاریخی کره و منچوری جنوبی است. کره ای‌ها به عنوان یکی از قدیمی‌ترین فرهنگ‌های پایدار در جهان، روایت‌های سنتی خود را به روش‌های مختلفی گذرانده‌اند. از اواسط قرن بیستم، کره بین کشورهای کره شمالی و کره جنوبی تقسیم شده‌است، و امروز منجر به اختلافات فرهنگی زیادی گردیده‌است. قبل از پادشاهی چوسان، عمل شامانیسم کره ای عمیقاً در فرهنگ کره ای ریشه داشت.

## هنرهای سنتی

نمونه ای از خوشنویسی کره ای

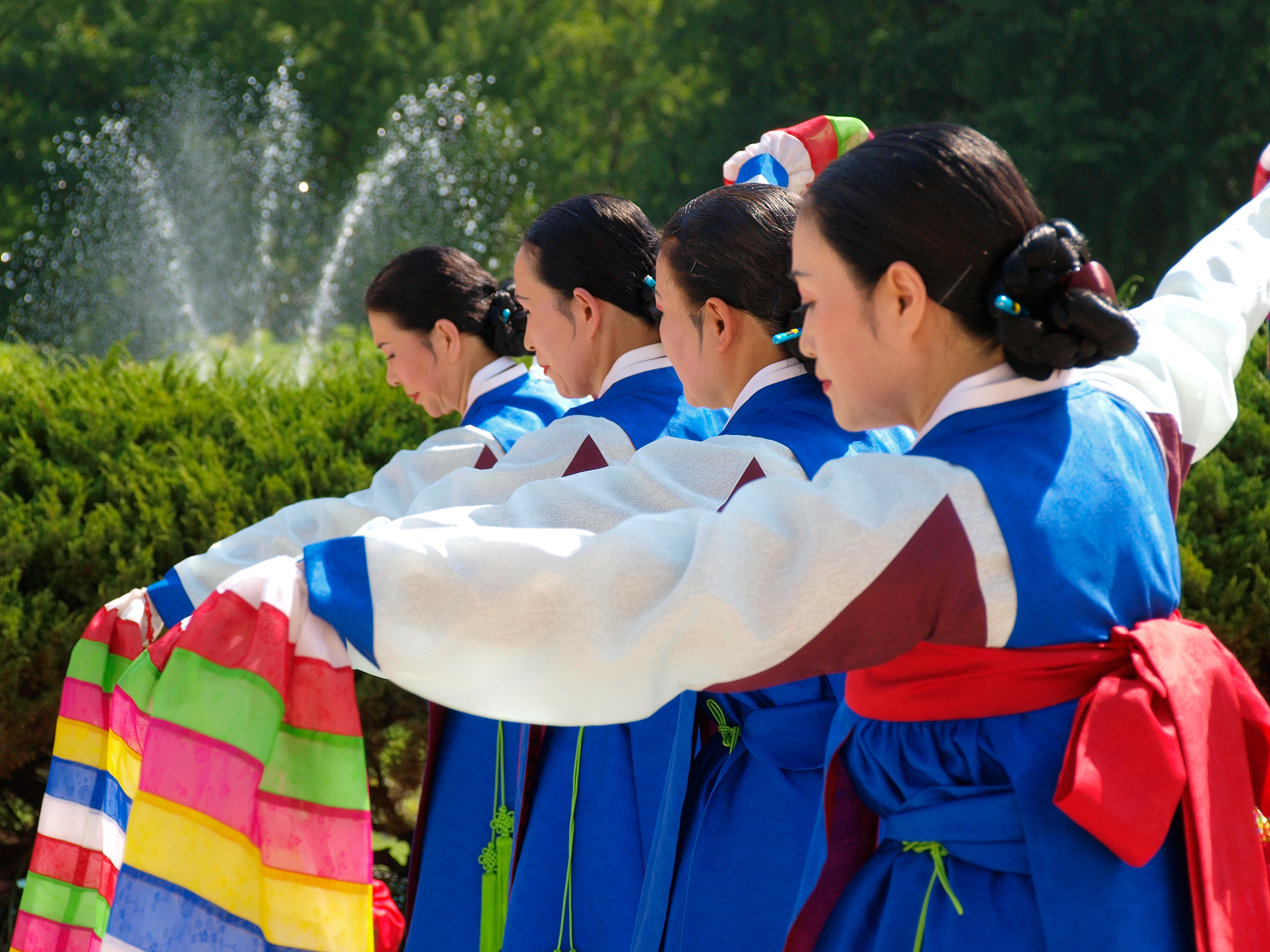
جینجو جومو

### نقاشی

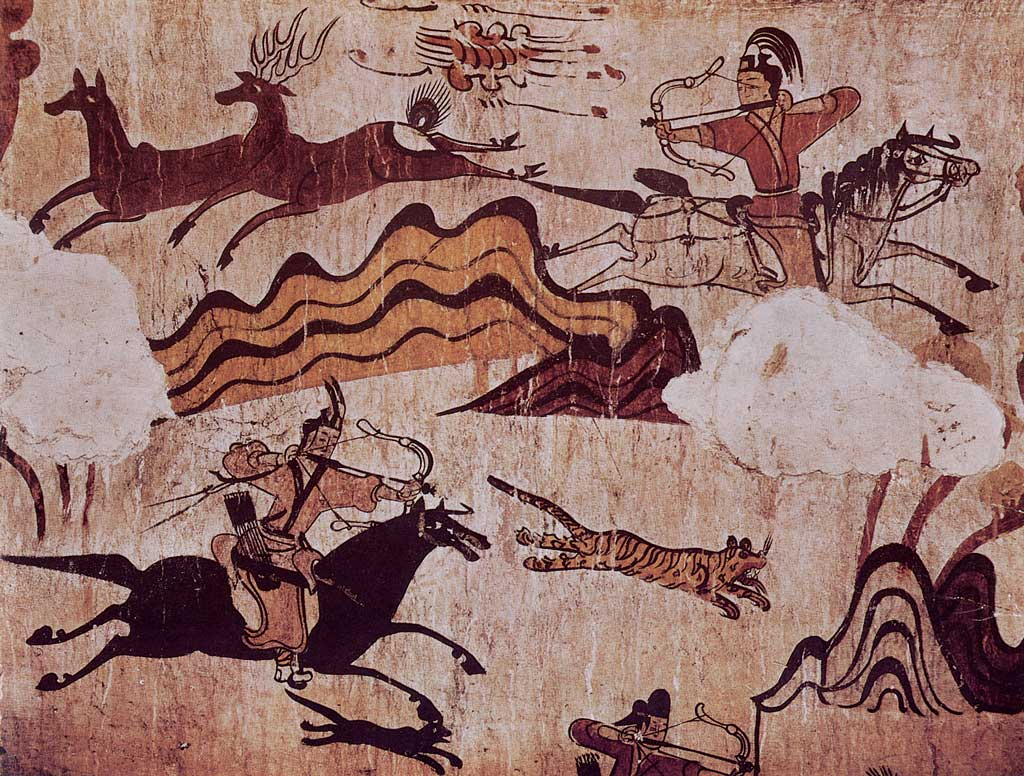
تیراندازی با کمان اسب کره ای در قرن پنجم

نخستین نقاشی‌های موجود در شبه جزیره کره، از سنگ‌نگارههای دوران ماقبل تاریخ است. با ورود بودیسم از هند از طریق چین، تکنیک‌های مختلفی معرفی شد. این تکنیک‌ها به سرعت خود را به عنوان تکنیک‌های اصلی معرفی کردند، اما تکنیک‌های بومی هنوز وجود دارند. در میان آنها نقاشی‌های دیواری مقبره گوگوریو قرار داشت. این نقاشی‌های دیواری در داخل بسیاری از مقبره‌ها، بینشی ارزشمند از مراسم، جنگ، معماری و زندگی روزمره مردم باستان گوگوریو است. پادشاهی بالهایی، حکومت پس از گوگوریو، بسیاری از عناصر سنتی گوگوریو را جذب کرد.
گرایش به طبیعت‌گرایی با موضوعاتی مانند مناظر واقع بینانه به ویژه گلها و پرندگان محبوب است. جوهر رایج‌ترین ماده مورد استفاده است و روی کاغذ توت یا ابریشم نقاشی می‌شود.
در قرن ۱۸ام تکنیک‌های بومی بویژه در خوشنویسی و حکاکی مهر و موم پیشرفته بودند.
در طول دوره پادشاهی چوسان، ژانرهای جدید نقاشی کره ای مانند چاکگوری chaekgeori (نقاشی از کتاب) و مونجادو munjado (نقاشی از حروف) رونق گرفت.

### صنایع دستی
مجموعه صنایع دستی منحصر به فردی در کره تولید می‌شود. بیشتر صنایع دستی برای استفاده روزمره خاص ایجاد می‌شود، و اغلب به جای زیبایی‌شناسی، اولویت آنها کاربری است. به‌طور سنتی، مواد اصلی، فلز، چوب، پارچه، لاک و ظروف سفالی از مواد اصلی استفاده شده بودند، اما بعداً از شیشه، چرم یا کاغذ به صورت پراکنده استفاده شده‌است.
صنایع دستی باستانی، مانند سفالهای قرمز و سیاه، شباهت‌هایی با سفال فرهنگ‌های چینی در امتداد رود زرد دارند. با این وجود، یادگارهای یافت شده از عصر برنز، مشخص و مفصل تر است.
بسیاری از صنایع دستی پیشرفته و پیچیده از جمله تاج‌های طلاکاری شده، سفال‌های طرح دار، گلدان‌ها یا زیور آلات کشف شده‌است. در دوره گوریو استفاده از برنز پیشرفته بود. برنج، یعنی آلیاژی از مس و یک سوم روی، یک ماده مخصوصاً محبوب بوده‌است. این سلسله به دلیل استفاده از ظروف سلادون و مشهور است.

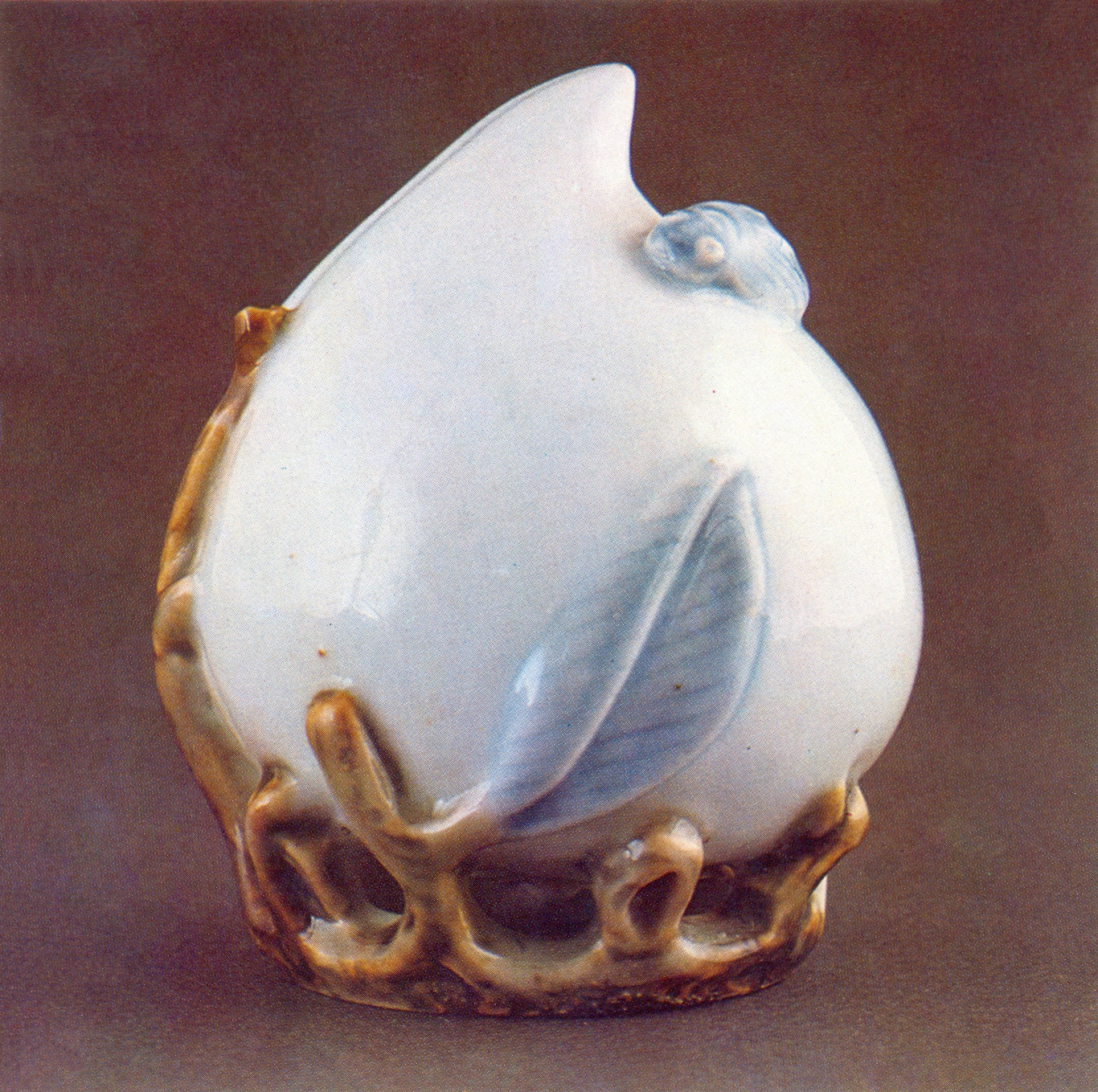
صنایع دستی دوران پادشاهی چوسان
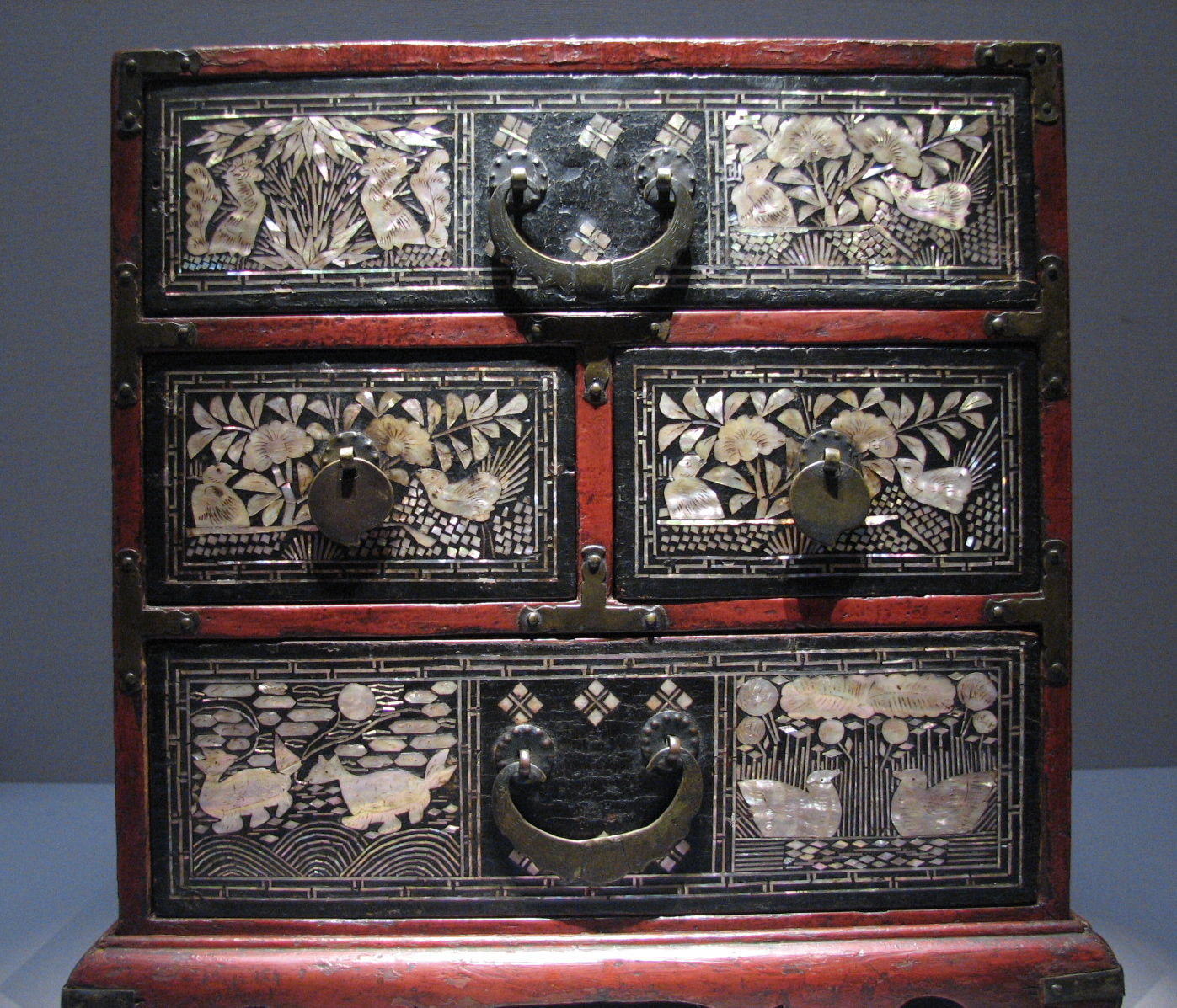
کشوی لاک با لباس مروارید ، در موزه ملی کره در سئول
مجموعه ای از سه جعبه حلزونی

## سرامیک

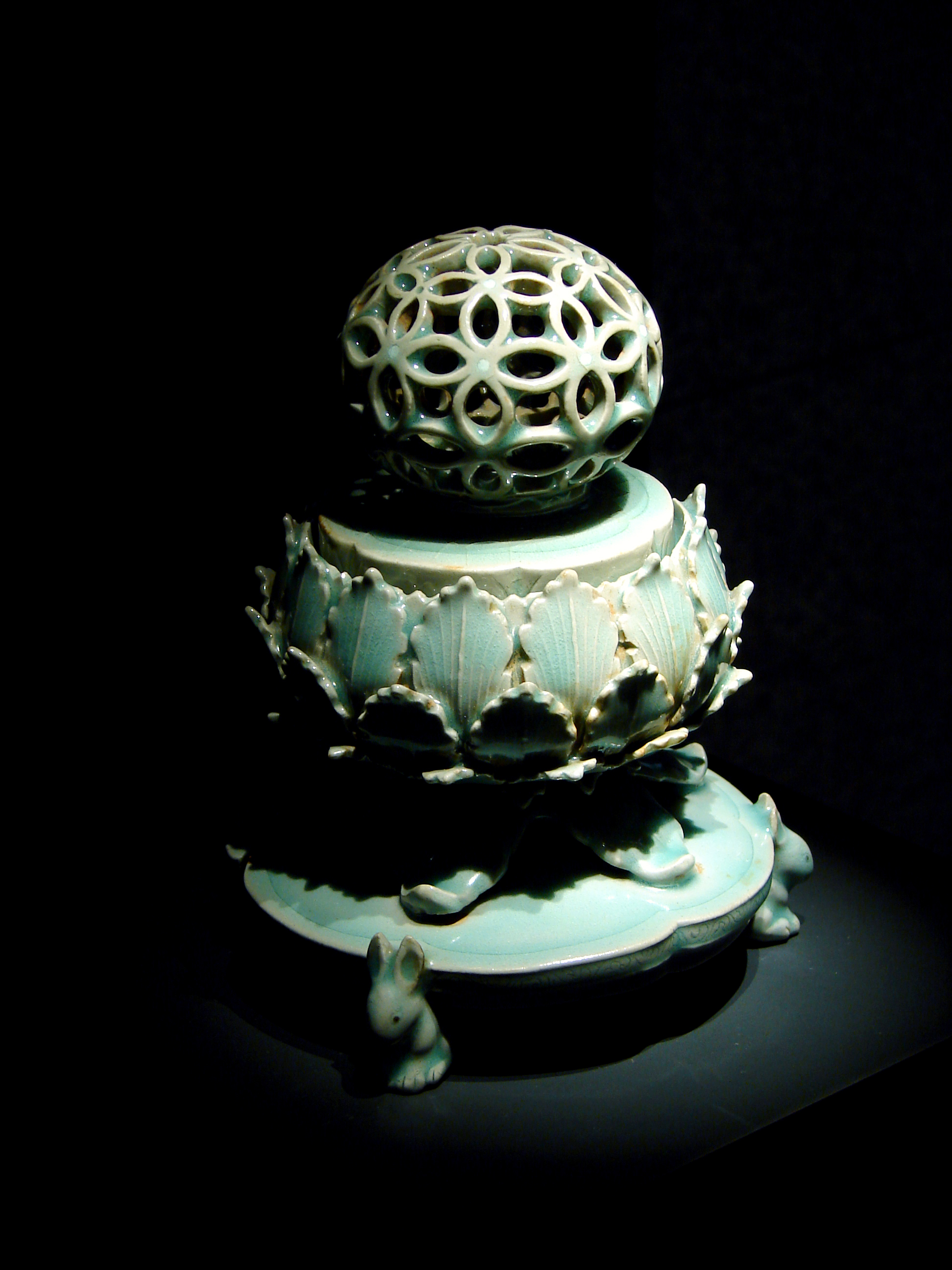
یک سوز کورنس سولادون از سلسله گوریو با لعاب شاه ماهی کره ای

استفاده از ظروف سفالی در شبه جزیره کره به دوران نوسنگی بازمی‌گردد. تاریخچه سرامیک کره ای قدت بالایی دارد و هر دو سفال کره ای را شامل می‌شود که بعداً پس از استفاده سنتی از کویل‌ها و خشت‌های چکش برای ایجاد آثار اولیه رأی آور و مجسمه‌سازی، توسعه بعدی ایجاد می‌شود. در دوره سه پادشاهی، سفالگری در سیلا پیشرفته بود. سفال‌ها با استفاده از شعله دی‌اکسید کننده آتش گرفته می‌شدند و همین امر باعث ایجاد رنگ مشخص سلادون می‌شد و سطح با الگوهای هندسی مختلف حکاکی می‌شده‌است.
پرسلان سفید در قرن پانزدهم محبوبیت پیدا کرد و زود جایگاه ظروف سفالین را به دست آورد. چینی سفید معمولاً با مس تزئین شده‌است.
در طول جنگ‌های ایمجین در قرن شانزدهم، سفالگران کره ای به ژاپن بازگردانده شدند و در آنجا به شدت تحت تأثیر سرامیکهای ژاپنی قرار گرفتند. بسیاری از خانواده‌های سفالگری ژاپنی امروزه می‌توانند هنر و نیاکان خود را به این سفالگران کره ای رهنمون شوند که ژاپنی‌ها در طی فتوحات مکرر شبه جزیره کره توسط هزاران نفر اسیر شدند.
در اواخر دوره چوسان (اواخر قرن ۱۷) چینی‌های آبی و سفید محبوب شدند. طرح‌ها به رنگ چوبی کبالت روی ظروف سفالی رنگ شده بودند.

### موسیقی

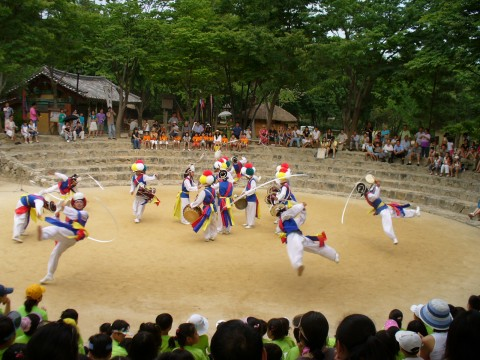
پنگمول

بین موسیقی عامیانه و موسیقی دربار تفاوت ژانری وجود دارد. موسیقی عامیانه کره از جهات مختلف متنوع و پیچیده‌است، اما همه اشکال موسیقی عامیانه مجموعه ای از ریتم‌ها (به نام 장단؛ جانگدان) و مجموعه ای تعریف شده از حالتهای ملودیک را حفظ می‌کند. پانسوری موسیقی محلی کره ای است که توسط یک خواننده و یک هنرپیشه انجام می‌شود. بعضی اوقات ممکن است رقصنده و راوی باشند. این رقص در حافظه جهانی یونسکو، و پونگمول (풍물) که با طبل، رقص و آواز اجرا شده‌اند، به عنوان میراث فرهنگی نامشهود در کره ثبت گردیده‌است. سامول نوری نوعی موسیقی سنتی کره ای است که بر اساس پونگمول ساخته شده‌است، و سانجو (산조) که بدون مکث در شرایط سریع تر اجرا می‌شود. نونگاک (농악) به معنای «موسیقی کشاورزان» است.
موسیقی درباری کره را می‌توان در آغاز پادشاهی چوسان در سال ۱۳۹۲ ردیابی کرد. موسیقی دربار کره ای شامل A-ak , Dang-ak و Hyang-ak است.

## شیوه زندگی

### تن‌پوش
لباس سنتی معروف به هانبوک (한복، 韓 服) (معروف به Joseonot [조선 옷] در کره شمالی) از لباس‌های قدیمی کره است که از زمان‌های قدیم پوشیده شده‌است. هانبوک از یک پیراهن (jeogori) و دامن (chima) تشکیل شده‌است.

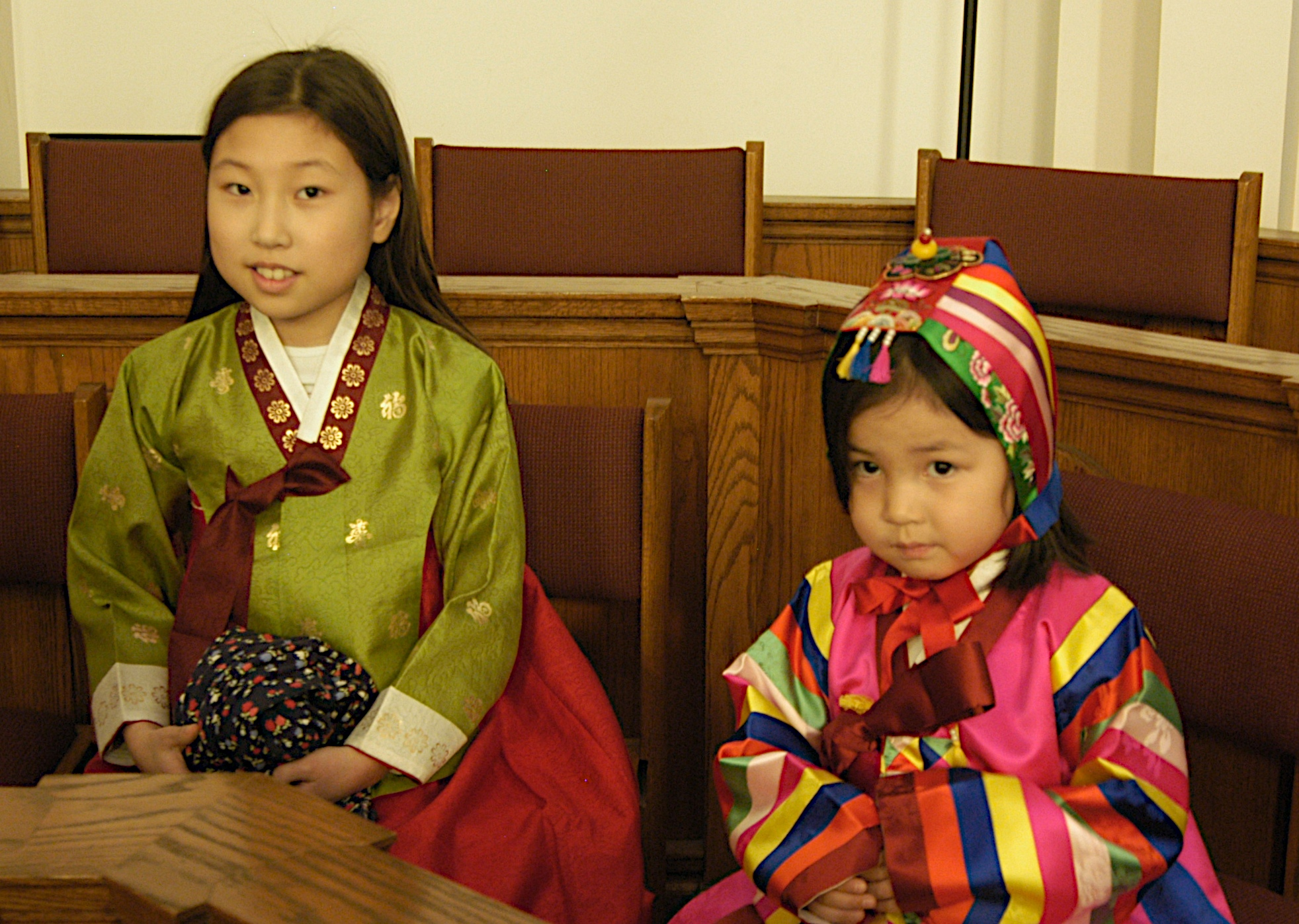
هانبوک
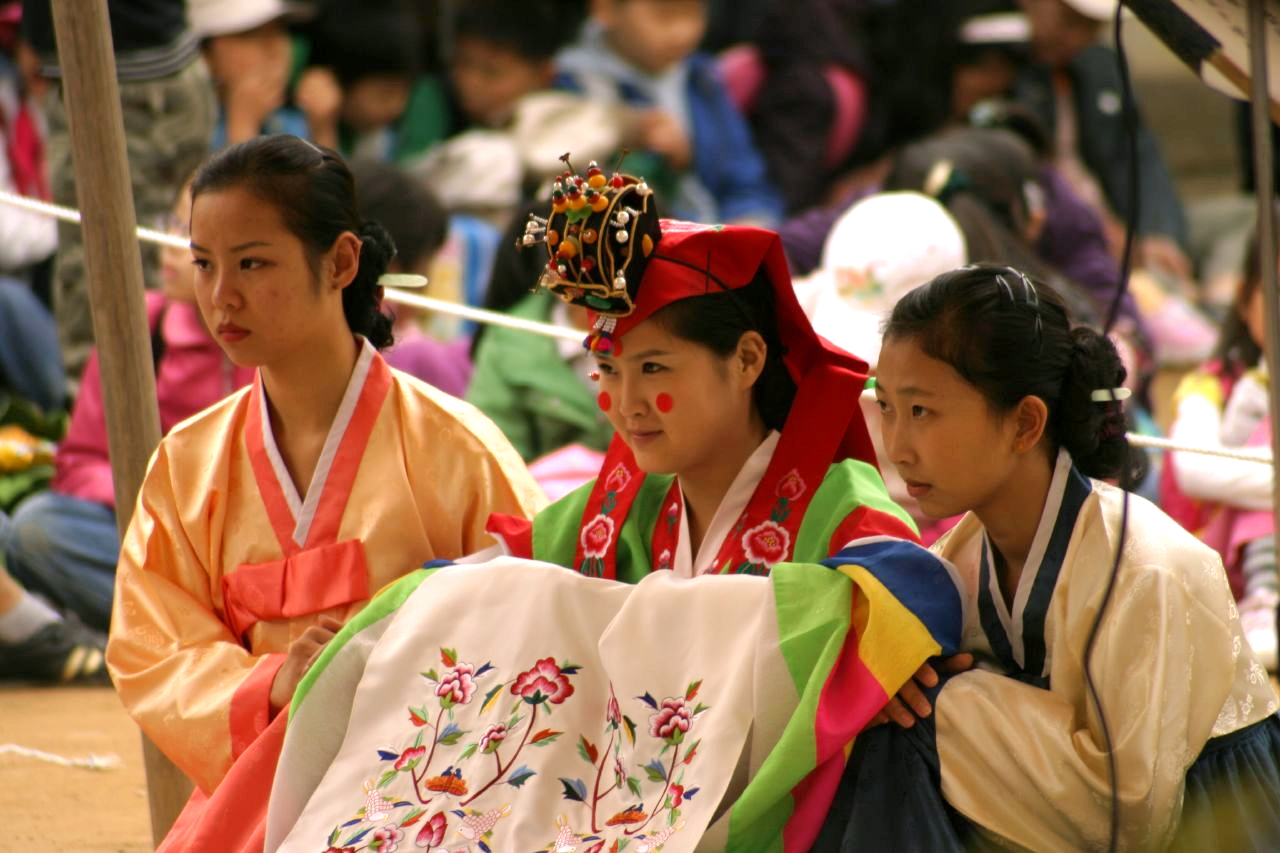
هواروت Hwarot، لباس بلند و گشاد لباس عروس
اChosŏn-ot در معرض نمایش، کره شمالی
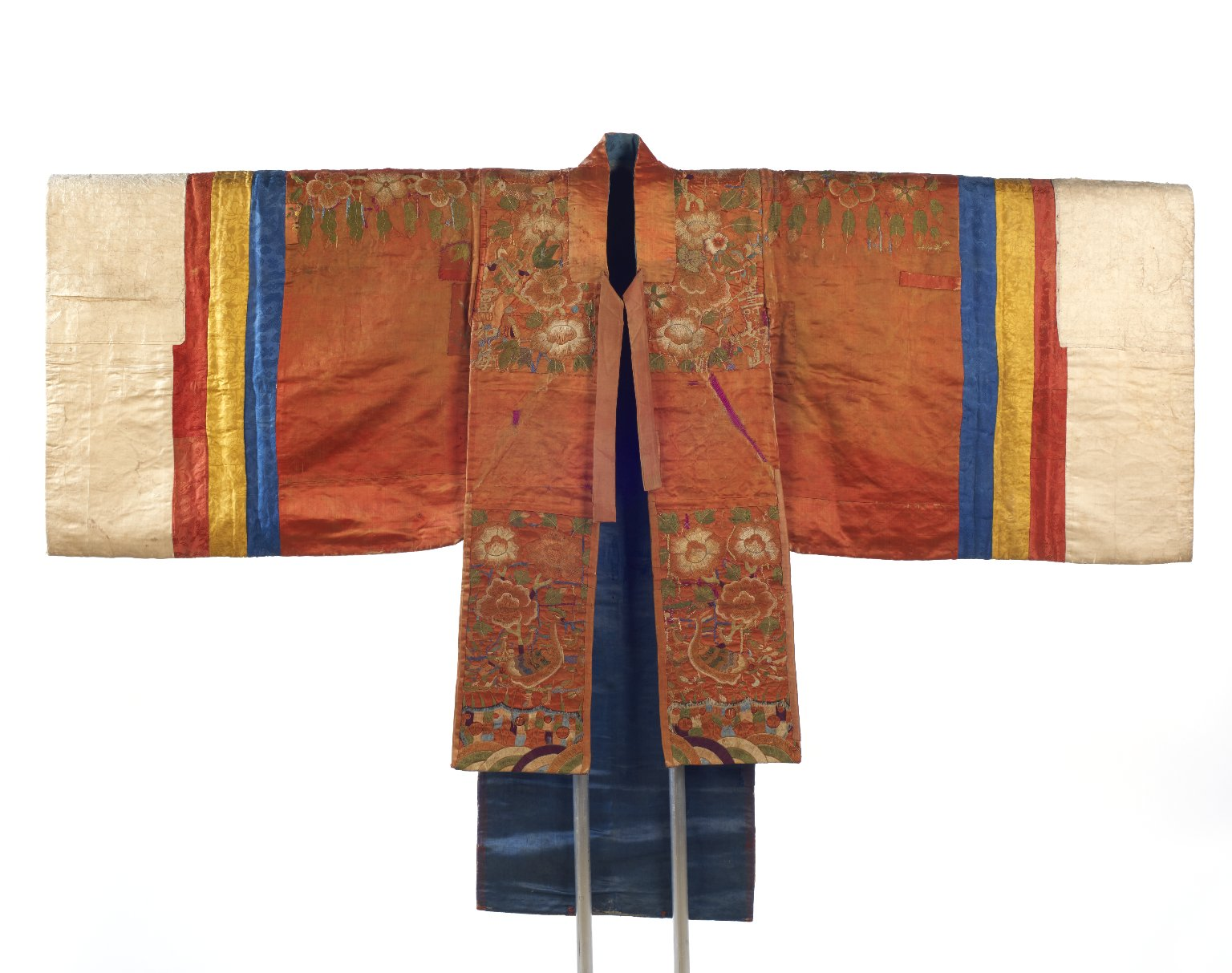
لباس عروس (هالوت) ، قرن نوزدهم ، موزه بروکلین

### آشپزی
برنج غذای اصلی کره است. تا همین اواخر یک کشور تقریباً به‌طور انحصاری کشاورزی بوده، دستور العمل‌های اساسی در کره با این تجربه شکل گرفته‌است. عمده محصولات زراعی کره، برنج، جو، لوبیا و گوچوجنگ (رب فلفل داغ) است، اما از بسیاری محصولات به عنوان مکمل استفاده می‌شود. ماهی و سایر غذاهای دریایی نیز مهم هستند زیرا کره شبه جزیره است.
دستور العمل‌های تخمیر نیز از زمان قدیم توسعه یافته بودند، و اغلب آنها مشخصه غذای سنتی کره هستند که عبارتند از ترشی ماهی و ترشی سبزیجات. این نوع مواد غذایی پروتئین‌ها و ویتامین های ضروری را در طول زمستان فراهم می‌کند.
از غذاهای تشریفاتی هنگامیکه کودک به ۱۰۰ روز برسد، در اولین تولد، در یک مراسم عروسی و شصت سالگی استفاده می‌شود. غذاهای آیینی در مراسم تشییع جنازه، مراسم نیاکان اجدادی، هدیه شامان و به عنوان غذای معبد استفاده می‌شود. ویژگی بارز غذای معبد این است که از پنج ماده معمول و پرطرفدار غذاهای کره‌ای استفاده نمی‌کند - (سیر، پیاز بهاری، رامکبول وحشی، تره فرنگی و زنجبیل) و گوشت.
کیمچی یکی از غذاهای معروف کره است. کیمچی سبزیجات ترشی است که حاوی ویتامین‌های A و C، تیامین، ریبوفلاوین، آهن، کلسیم، کاروتن و غیره است. انواع مختلفی از کیمچی شامل کیمچی کلم، بهار پیاز کیمیچی، کیمچی خیار، کیمچی تربچه، و کنجد وجود دارد.
امروزه سوراسانگ (غذاهای سنتی دربار) در دسترس کل جمعیت است.

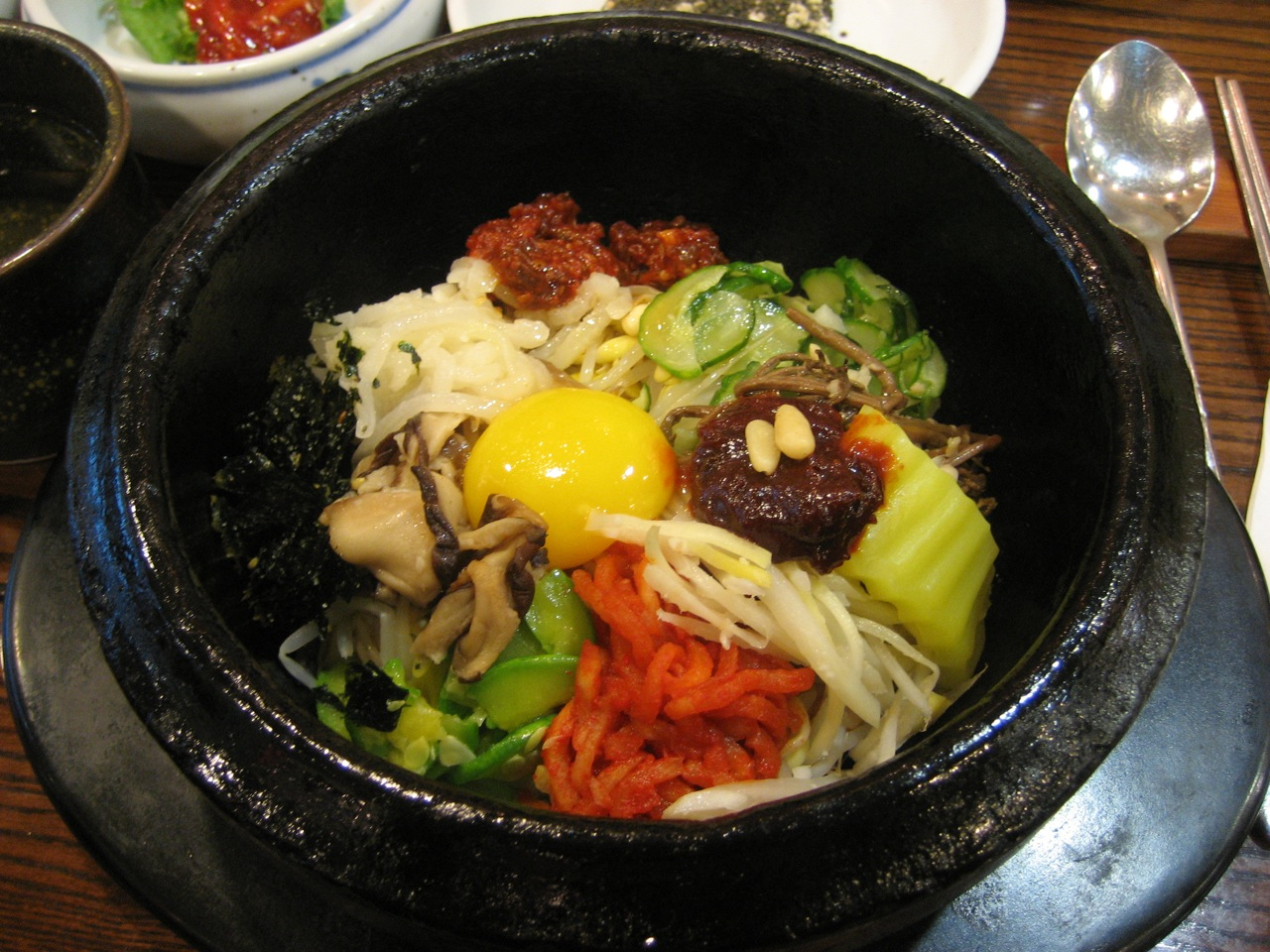
سینی غذای Bibimbap که از گوشت گوساله ، برنج و سبزیجات پخته تشکیل شده که با روغن و سس سویا ترکیب و در یک کاسه سنگی پخته می‌شود
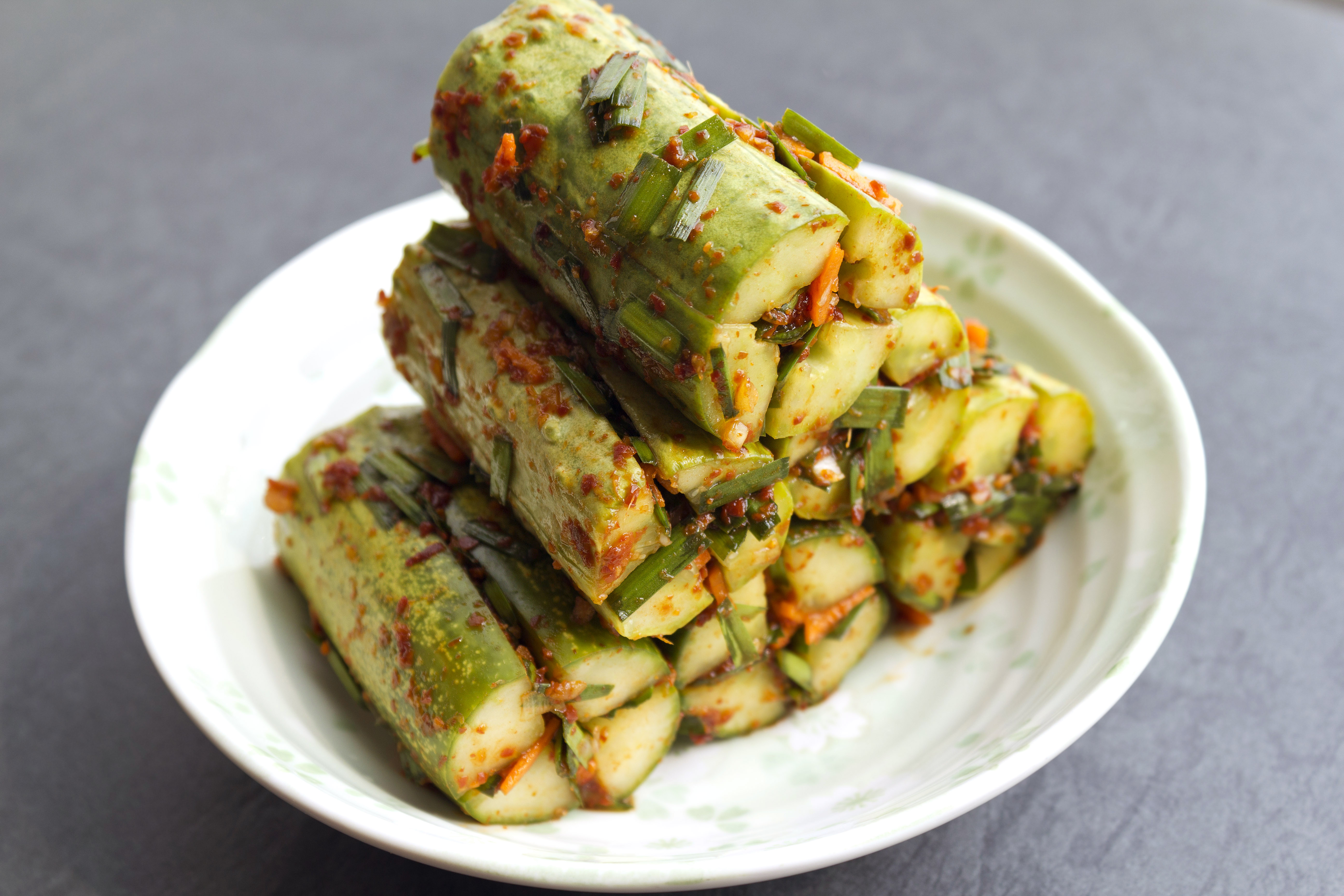
کیمچی خیار
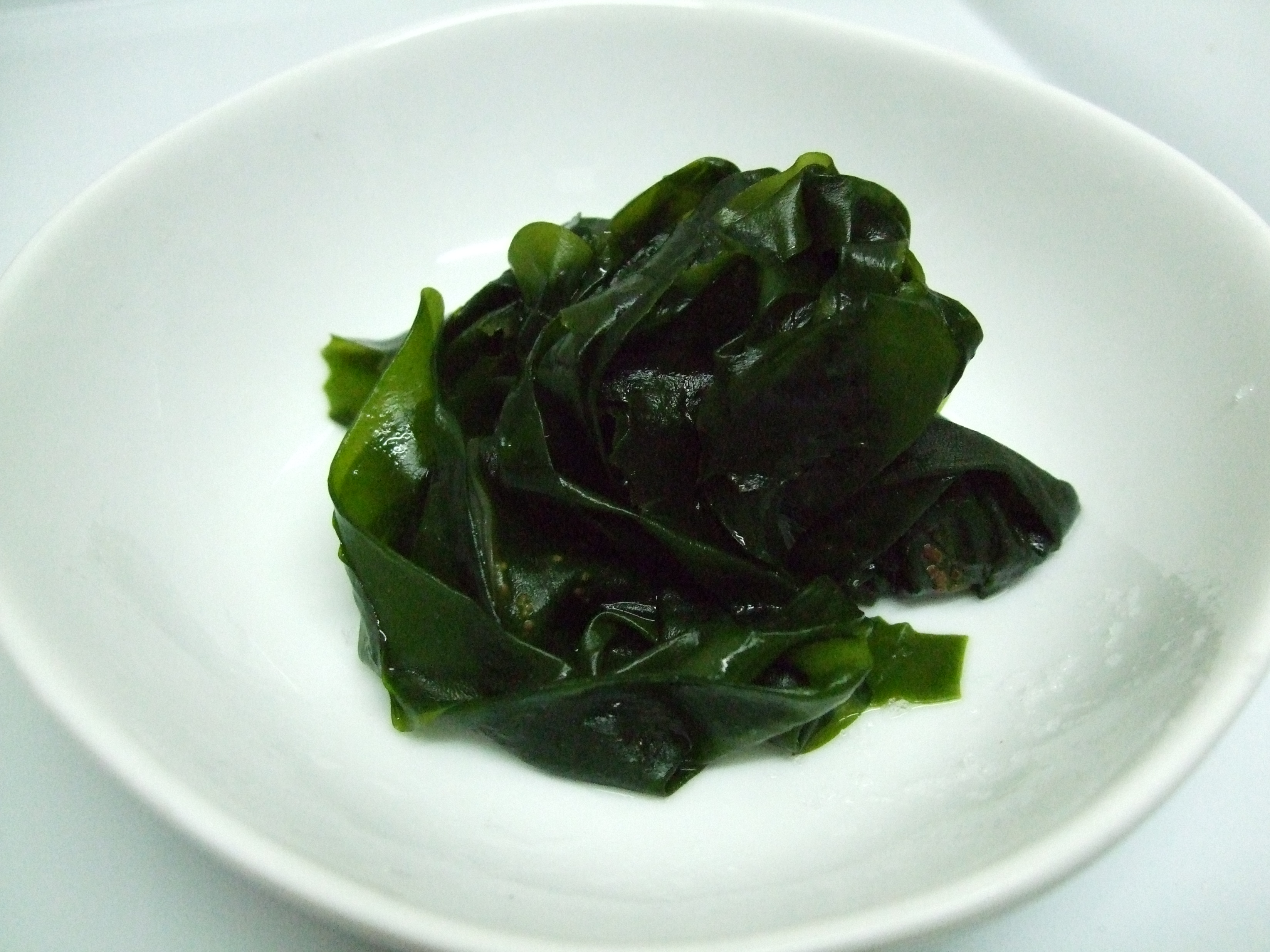
واکامه بخصوص در نزد مردم کشور کره بسیار محبوب است و به‌طور تقریبی کره‌ای‌ها سه برابر مردم ژاپن واکامه را به عنوان مادهٔ غذایی مصرف می‌کنند.
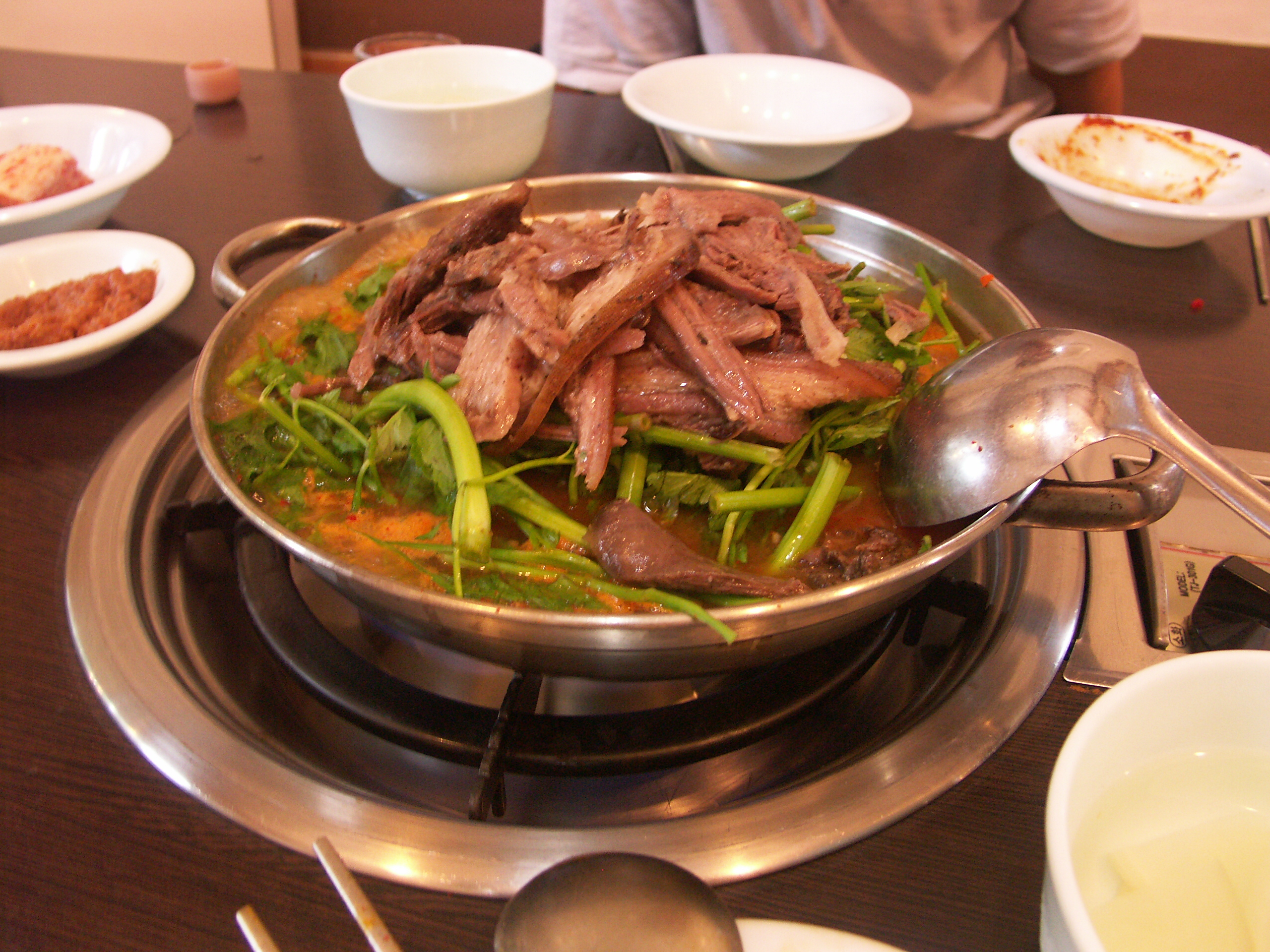
خورش گائگوگی (گوشت سگ) در یک رستوران در سئول کره جنوبی سرو می‌شد
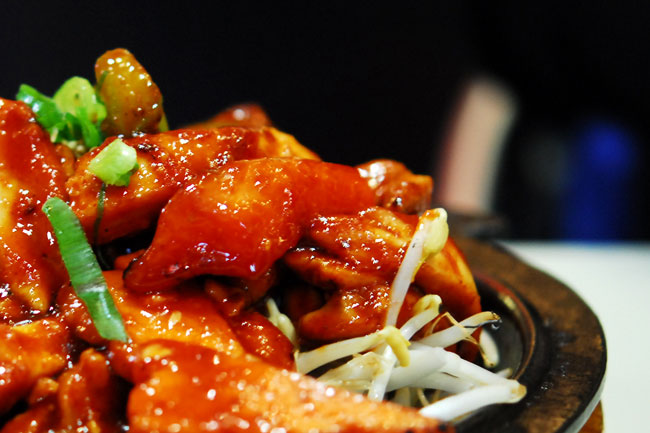
بولداک نوعی غذای تند کره‌ای است که با مرغ و ادویهٔ بسیار تند تهیه می‌شود.
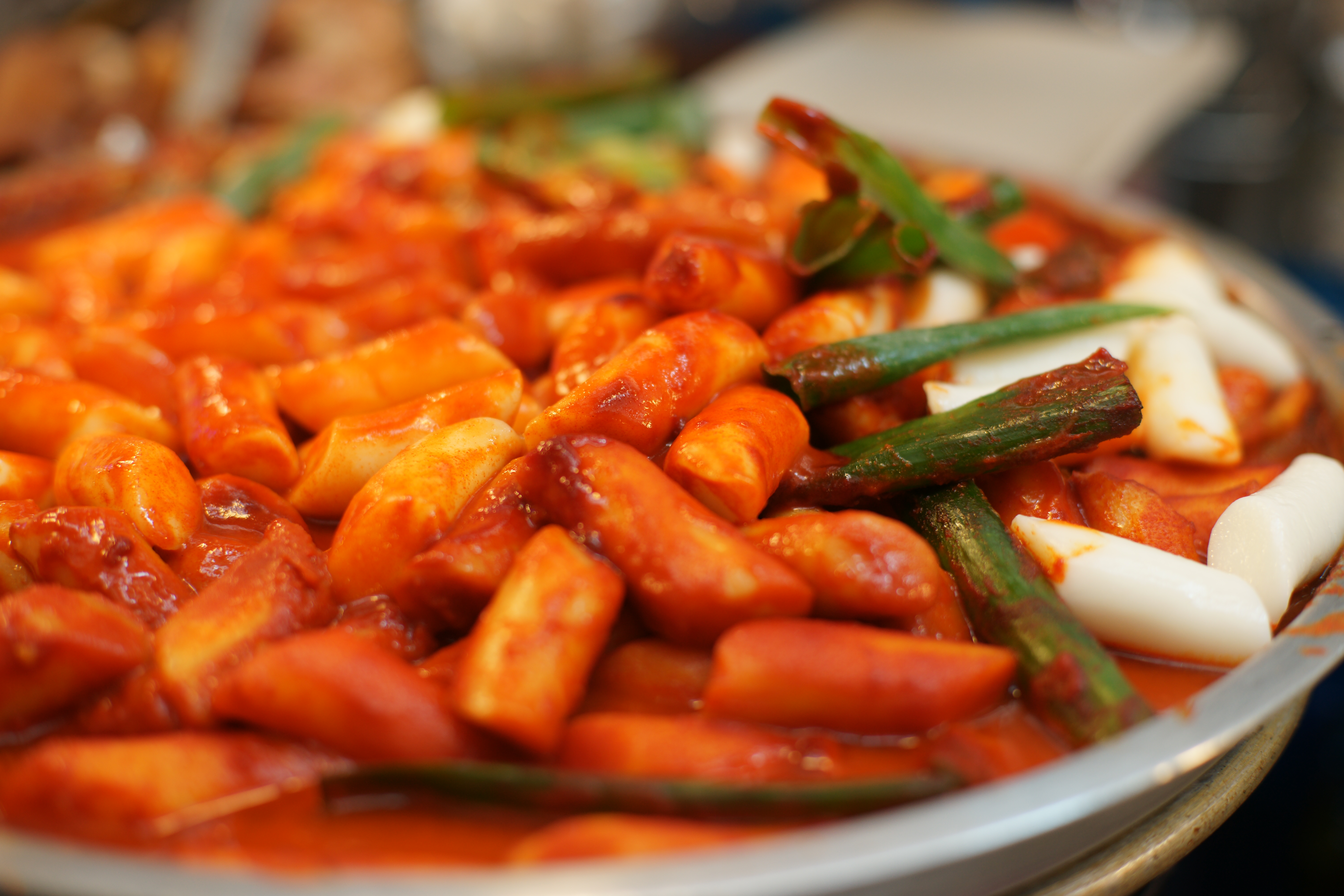
تئوکبوکی یک غذای محبوب سنتی کرهای ساخته شده از کیک برنج نرم، کیک ماهی، و نوعی سس فلفل قرمز شیرین به نام «گوچیجانگ» است.

### چای
در ابتدا چای برای اهداف تشریفاتی یا به عنوان بخشی از داروهای گیاهی سنتی استفاده می‌شد. برخی از چای‌های از میوه، برگ، دانه یا ریشه برای لذت بخش تر کردن ساخته شده‌اند. پنج طعم چای در کره جنوبی متمایز است: شیرین، ترش، شور، تلخ و تند.